# Governatorato di Matruh
Il governatorato di Matruh (arabo: محافظة مطروح, Muḥāfaẓat Maṭrūḥ) è un governatorato dell'Egitto. Prende il nome dal suo capoluogo, Marsa Matruh. Si trova nel nord-ovest del paese.
Il governatorato comprende 8 città, 56 paesi e 189 piccoli paesi.
Nel territorio del governatorato si trova l'importante oasi di Siwa.